# Hypnum piniforme
Hypnum piniforme là một loài Rêu trong họ Hypnaceae. Loài này được (Brid.) Müll. Hal. mô tả khoa học đầu tiên năm 1851.